# Hýskov
Hýskov (deutsch Hiskau) ist eine Gemeinde in der Region Středočeský kraj (Tschechien). Durch seine Lage im Tal des Flusses Berounka, ist der Ort ein Ausflugsziel von Wanderern und Radfahrern. Hýskov liegt 37 Kilometer südwestlich von Prag. Südlich erhebt sich der Děd (492 m).

## Geschichte
Nach archäologischen Funden wurde die Gegend bereits von den Kelten bewohnt.
1088 wird der Ort unweit von Beraun in den Urkunden des Kapitels von Vyšehrad erwähnt. Durch den Ort führte der sogenannte Königsweg von Karlstein und Pürglitz.

## Ortsgliederung
Für die Gemeinde Hýskov sind keine Ortsteile ausgewiesen. Zu Hýskov gehört die Ansiedlung Stará Huť (Althütten an der Beraun).

## Söhne und Töchter des Ortes
- František Nepil, Schriftsteller